# Owaraha
Owaraha, auch Owa Raha (früher Santa Ana) ist eine Insel des Inselstaats der Salomonen im Pazifik.

## Geographie
Owaraha gehört zur Provinz Makira und Ulawa. Sie ist ein gehobenes Atoll, etwa 5,6 km lang und bis zu 4,5 km breit. Die Insel wird von Makira (früher auch als San Cristóbal bekannt) durch einen ca. 7,5 km breiten Arm des Pazifiks getrennt. 2,8 km südlich von Owaraha liegt die kleinere Insel Owariki (Santa Catalina). Dazwischen liegt die Paraghawa Strait. Von den vier Dörfern der Insel sind Ghupuna an der West- und Nafinotoga an der Südostküste die größten, gefolgt von Nataghera (Natagera) an der Ostküste. Das vierte, Taguruaera, liegt im Inselinnern an der Straße zwischen den beiden erstgenannten Dörfern.
Die höchste Erhebung auf Owaraha ist der Faraina mit 143 m über Meereshöhe. Die Insel weist zwei Brackwasserseen auf: Wairafa im Norden mit den Maßen von 1600 × 700 m und Waipiapia im Süden mit 400 × 300 m.

## Geschichte
Owaraha wurde gemäß den Funden in zwei Höhlen bei Rate und Feru bereits um 1280 v. Chr. besiedelt. 1568 entdeckte der spanische Seefahrer Alvaro de Mendaña de Neyra, der von Peru aus die terra australis finden sollte, die Insel für die europäische Welt.

## Bevölkerung
Die Bewohner von Owaraha sprechen die Owa-Sprache (ISO 639-3: stn), die auch auf Owariki und im östlichen Teil von Makira zum Beispiel in Star Harbour gesprochen wird. Diese wird manchmal auch als Kahua bezeichnet.
1932 besuchte der österreichische Ethnologe und Fotograf Hugo Bernatzik die Insel. Während seines Aufenthalts dokumentierte und fotografierte Bernatzik das tägliche Leben der Einwohner. Er war davon überzeugt, dass die von ihm dokumentierte Kultur durch das Zusammentreffen mit der westlichen Welt zum Untergang verurteilt sei. 1936 wurde sein Buch Owa Raha veröffentlicht.

## Tourismus
Im Süden von Owaraha gibt es eine unbefestigte Landebahn für Flugzeuge. Der IATA-Flughafencode ist NNB, der ICAO-Code ist AGGT. Der „Hafen“ für motorbetriebene Kanus von der Hauptstadt der Nachbarinsel Makira, Kirakira, ist die Mary Bay, die nach bis zu 4 Stunden dauernder Überfahrt erreicht werden kann.
In Wataghera befinden sich zwei Ahnenhäuser in denen die sterblichen Überreste von Toten seit ca. 500 Jahren aufbewahrt werden. Fotografieren ist dort normalerweise nicht gestattet, Frauen dürfen die Häuser nicht betreten.
Mitbringsel von der Insel sind Holzschalen, die in der Form von Haifischen modelliert werden.